# DMACK
La DMACK srl, o DMACK Tyres, è un'azienda produttrice di pneumatici fondata in Inghilterra e poi acquisita da un fondo italiano.

## Storia

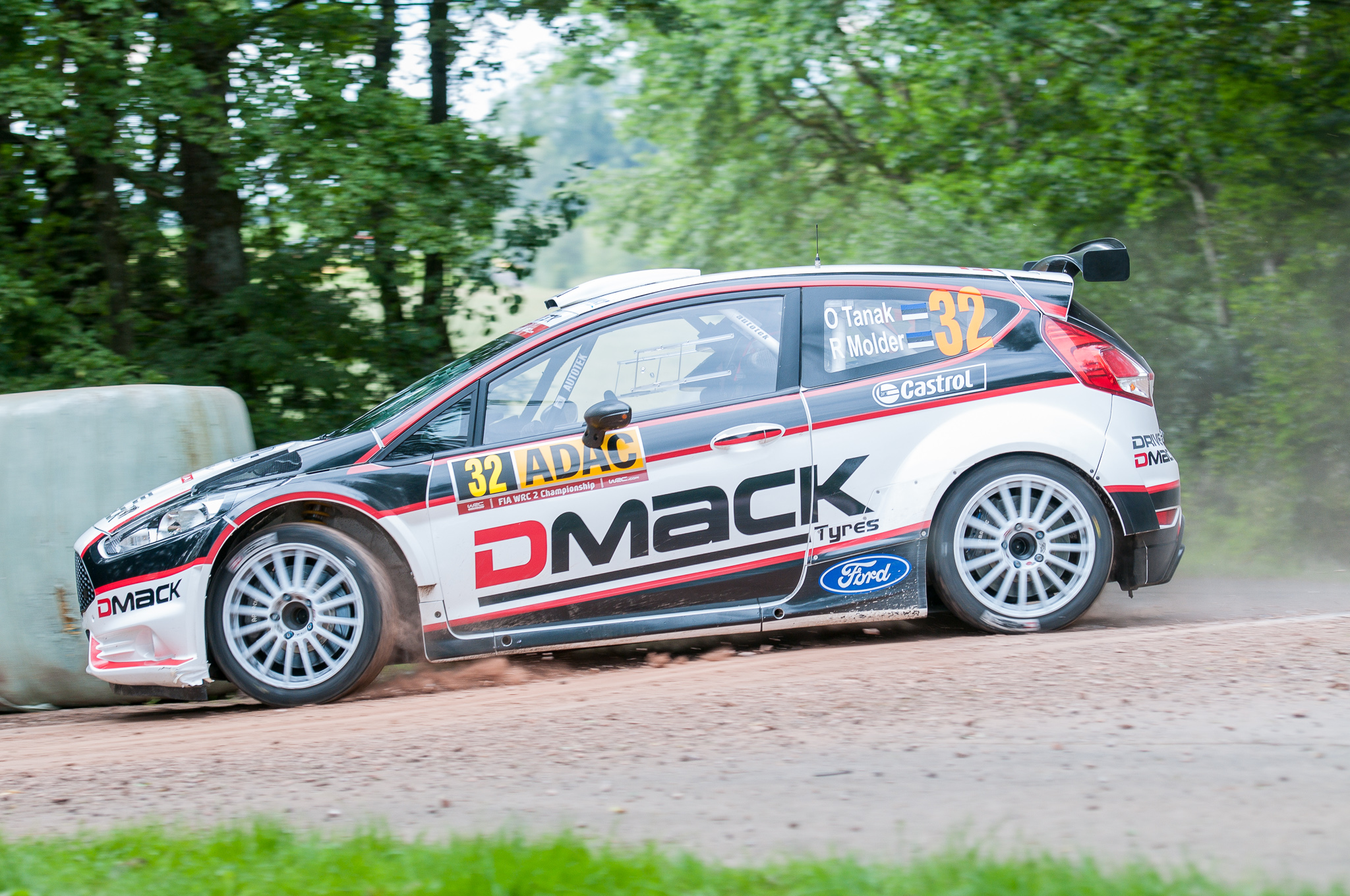
Un'auto da rally sponsorizzata DMACK

Fondata nel 2008 da Dick Cormack, l'azienda è specializzata nella produzione di lotti di pneumatici più piccoli rispetto a quelli prodotti dai giganti dell'industria come Michelin o Goodyear. Nello specifico l'azienda si concentra nella produzione di pneumatici da rally. Nel 2015 è stata fondata una società sussidiaria in Cina, con l'obiettivo di penetrare nel mercato locale. Questa nuova società ha portato alla costruzione di diversi impianti in Cina e ha permesso alla DMACK di diventare uno dei principali produttori di pneumatici da corsa sul mercato cinese. DMACK sta lavorando, in collaborazione con la Lehman Lee & Xu e con il governo britannico, alla costruzione di un nuovo impianto a Carlisle. Una volta terminato dovrebbe creare 500 nuovi posti di lavoro, con una capacità produttiva stimata di 2 milioni di pneumatici.

## Attività sportiva
Nel 2011, per supportare la propria attività, l'azienda ha stretto un accordo con la M-Sport per fornire i propri pneumatici nel campionato del mondo rally. I nuovi pneumatici hanno debuttato sulla vettura di Ott Tänak al Rally di Gran Bretagna, ultima gara della stagione. Nonostante i nuovi pneumatici, il pilota estone si è classificato sesto.
Per il 2012 la DMACK ha fornito i suoi pneumatici alla Autotek Motorsport, scuderia cliente della M-Sport, che ha disputato il campionato con un programma parziale con una Ford Fiesta con specifiche WRC, alla guida della quale si sono alternati Jari Ketomaa, Martin Prokop e Evgenij Novikov. Il miglior posizionamento è stato ottenuto da Prokop, che si è classificato quarto al Rally d'Argentina.
Nella 2013 la DMACK ha fornito i suoi pneumatici a diverse scuderie private, tra le quali il Jipocar Czech National Team, team di proprietà di Prokop. Il miglior risultato è stato ottenuto sempre da Prokop, che in tre occasioni (Rally di Monte Carlo, Rally di Svezia e Rally del Portogallo) si è classificato settimo.
Per la stagione 2014 l'azienda ha continuato a fornire i suoi pneumatici ad alcune scuderie private in alcune gare. In occasione del Rally di Gran Bretagna, ultima gara del campionato, la DMACK, per celebrare la sua 50ª gara ha scelto di schierare autonomamente una Ford Fiesta, guidata da Ott Tänak. Proprio l'estone ha ottenuto il miglior piazzamento della stagione, classificandosi settimo.
Durante la stagione 2015 l'azienda ha concentrato i suoi sforzi sul programma nel WRC-2 e non ha fornito pneumatici a scuderie impegnate nel WRC.
Per il 2016 l'azienda, sfruttando la già consolidata relazione con la M-Sport, ha acquistato una Ford Fiesta con specifiche WRC per competere autonomamente come scuderia regolare al WRC. Alla guida della vettura è stato ingaggiato Tänak, già primo pilota DMACK nel WRC-2 nelle precedenti stagioni. Il pilota ha ottenuto come migliori piazzamenti due secondi posti in Polonia e in Gran Bretagna, che gli hanno valso l'ottava posizione, mentre la DMACK si è classificata sesta tra le scuderie.

### Risultati

#### WRC
| Anno | Vettura            | Pilota    | 1     | 2     | 3      | 4       | 5       | 6      | 7      | 8       | 9      | 10      | 11    | 12    | 13    | PP  | Punti | PS | Punti |
| ---- | ------------------ | --------- | ----- | ----- | ------ | ------- | ------- | ------ | ------ | ------- | ------ | ------- | ----- | ----- | ----- | --- | ----- | -- | ----- |
| 2014 | Ford Fiesta RS WRC | Ott Tänak | MON   | SVE 5 | MES 15 | POR Rit | ARG 17  | ITA 21 | POL 11 | FIN 12  | GER 10 | AUS Rit | FRA   | SPA   | GBR 7 | 15° | 17    | –  | –     |
| 2016 | Ford Fiesta RS WRC | Ott Tänak | MON 7 | SVE 5 | MES 6  | ARG 15  | POR Rit | ITA 5  | POL 2  | FIN Rit | GER 23 | FRA 10  | ESP 6 | GBR 2 | AUS 7 | 8°  | 88    | 6° | 98    |

#### WRC-2
| Anno | Vettura         | Pilota            | 1   | 2       | 3       | 4       | 5       | 6      | 7       | 8       | 9       | 10      | 11    | 12      | 13     | PP  | Punti | PS  | Punti |
| ---- | --------------- | ----------------- | --- | ------- | ------- | ------- | ------- | ------ | ------- | ------- | ------- | ------- | ----- | ------- | ------ | --- | ----- | --- | ----- |
| 2013 | Ford Fiesta RRC | Eyvind Brynildsen | MON | SVE Rit | MES     | POR     | ARG     | GRE    | ITA     |         |         |         |       |         |        | 26° | 13    | 8°  | 61    |
| 2013 | Ford Fiesta R5  | Eyvind Brynildsen |     |         |         |         |         |        |         | FIN 10  | GER Rit | AUS     | FRA   | SPA     | GBR 4  | 26° | 13    | 8°  | 61    |
| 2013 | Ford Fiesta R5  | Jari Ketomaa      | MON | SVE     | MES     | POR     | ARG     | GRE    | ITA     | FIN 1   | GER     | AUS     | FRA   | SPA     | GBR 2  | 11° | 43    | 8°  | 61    |
| 2014 | Ford Fiesta R5  | Jari Ketomaa      | MON | SVE 2   | MES     | POR 2   | ARG 11  | ITA    | POL 2   | FIN 2   | GER     | AUS 2   | FRA   | SPA     | GBR 1  | 2°  | 115   | 1°  | 183   |
| 2014 | Ford Fiesta R5  | Ott Tänak         | MON | SVE     | MES 4   | POR     | ARG 8   | ITA 8  | POL 1   | FIN 3   | GER 2   | AUS Rit | FRA   | SPA     | GBR    | 6°  | 78    | 1°  | 183   |
| 2014 | Ford Fiesta R5  | Quentin Gilbert   | MON | SVE     | MES Rit | POR     | ARG Rit | ITA 6  | POL     | FIN     | GER     | AUS     | FRA   | SPA     | GBR    | 14° | 37    | 1°  | 183   |
| 2014 | Ford Fiesta R5  | Fredrik Åhlin     | MON | SVE 3   | MES     | POR Rit | ARG     | ITA    | POL     | FIN     | GER     | AUS     | FRA   | SPA     | GBR    | 23° | 15    | 1°  | 183   |
| 2014 | Ford Fiesta RRC | Eyvind Brynildsen | MON | SVE     | MES     | POR     | ARG     | ITA    | POL     | FIN     | GER 5   | AUS     | FRA   | SPA     | GBR    | 29° | 10    | 1°  | 183   |
| 2015 | Ford Fiesta R5  | Jari Ketomaa      | MON | SVE 1   | MES 3   | ARG 3   | POR Rit | ITA    | POL 4   | FIN     | GER     | AUS     | FRA   | SPA 12  | GBR NP | 6°  | 67    | 3°  | 113   |
| 2015 | Ford Fiesta R5  | Sander Pärn       | MON | SVE     | MES     | ARG     | POR 9   | ITA    | POL 9   | FIN 12  | GER     | AUS     | FRA   | SPA     | GBR    | 41° | 4     | 3°  | 113   |
| 2015 | Ford Fiesta R5  | Nicolás Fuchs     | MON | SVE     | MES 2   | ARG Rit | POR 7   | ITA 7  | POL 7   | FIN Rit | GER     | AUS     | FRA   | SPA     | GBR 6  | 12° | 44    | 3°  | 113   |
| 2015 | Ford Fiesta R5  | Peter Taylor      | MON | SVE     | MES     | ARG     | POR     | ITA    | POL     | FIN     | GER     | AUS     | FRA   | SPA     | GBR NP | NC  | 0     | 3°  | 113   |
| 2015 | Ford Fiesta RRC | Eyvind Brynildsen | MON | SVE 2   | MES     | ARG     | POR     | ITA    | POL     | FIN Rit | GER     | AUS     | FRA   | SPA     | GBR 15 | 20° | 18    | 3°  | 113   |
| 2015 | Ford Fiesta R5  | Scott Pedder      | MON | SVE     | MES     | ARG     | POR     | ITA    | POL     | FIN     | GER     | AUS 5   | FRA   | SPA     | GBR    | NC  | 0     | 19° | 15    |
| 2016 | Ford Fiesta R5  | Marius Aasen      | MON | SVE 8   | MES     | ARG     | POR 3   | ITA 7  | POL Rit | FIN 6   | GER     | FRA     | SPA 6 | GBR 5   | AUS    | 9°  | 51    | 4°  | 87    |
| 2016 | Ford Fiesta R5  | Sander Pärn       | MON | SVE Rit | MES     | ARG     | POR Rit | ITA    | POL Rit | FIN     | GER     | FRA     | SPA 7 | GBR     | AUS    | 36° | 6     | 4°  | 87    |
| 2016 | Ford Fiesta R5  | Karl Kruuda       | MON | SVE     | MES     | ARG     | POR     | ITA 3  | POL 10  | FIN Rit | GER     | FRA     | SPA   | GBR     | AUS    | 19° | 16    | 4°  | 87    |
| 2016 | Ford Fiesta R5  | Osian Pryce       | MON | SVE     | MES     | ARG     | POR     | ITA    | POL     | FIN     | GER     | FRA     | SPA   | GBR Rit | AUS    | NC  | 0     | 4°  | 87    |
| 2017 | Ford Fiesta R5  | Max Vatanen       | MON | SVE     | MES     | FRA     | ARG     | POR 13 | ITA     | POL     | FIN     | GER     | SPA   | GBR NP  | AUS    | NC  | 0     | 9°  | 31    |
| 2017 | Ford Fiesta R5  | Osian Pryce       | MON | SVE     | MES     | FRA     | ARG     | POR    | ITA     | POL Rit | FIN 4   | GER     | SPA   | GBR     | AUS    | 23° | 12    | 9°  | 31    |
| 2017 | Ford Fiesta R5  | Jon Armstrong     | MON | SVE     | MES     | FRA     | ARG     | POR    | ITA     | POL     | FIN     | GER 14  | SPA 9 | GBR     | AUS    | 38° | 2     | 9°  | 31    |